# Sigade revolutsioon
Sigade revolutsioon é um filme de drama estoniano de 2004 dirigido e escrito por René Reinumägi e Jaak Kilmi. Foi selecionado como representante da Estônia à edição do Oscar 2005, organizada pela Academia de Artes e Ciências Cinematográficas.

## Elenco
- Jass Seljamaa - Tanel
- Evelin Kuusik - Diana
- Lilian Alto - Sunshine
- Uku Uusberg - Urmas
- Vadim Albrant - Futu
- Mikk Tammepõld- Erki
- Merle Liivak - Mariann
- Merli Rosar - Juta